# Fisia-Italimpianti
Fisia-Italimpianti SpA est une entreprise italienne dont le siège social est implanté à Gènes. Cette société fait partie du groupe Salini Impregilo SpA, le premier « General Contractor » italien. Son chiffre d'affaires est d'environ 48,2 millions d'euros pour un résultat brut de 700 mille euros (2013).
La société est présente dans le monde entier avec ses quatre secteurs d'activités :
- Dessalement eau de mer : l'entreprise a réalisé sa première usine de dessalement d'eau de mer en 1949, à Tarente, en Italie. Elle est actuellement le numéro un mondial de cette spécialité avec des usines dans tous les pays du Moyen-Orient, Qatar, Koweït, Arabie Saudite, etc.). Ses usines produisent par dessalement plus de 4 millions de mètres cubes d'eau potable par jour dans le monde avec la technique de l'osmose inverse.

- Systèmes pour l'environnement : traitement des eaux usées et industrielles, traitement des déchets urbains, production d'électricité à partir de déchets...

- Systèmes de traitement des rejets gazeux : installations pour retirer le soufre (DeSOx) et les nitrates (DeNOx) des rejets gazeux des sites industriels et centrales électriques gaz et fioul avec transformation des rejets en énergie électrique (cogénération) jusqu'à 110 MW[1].

- Services : des équipes d'ingénieurs peuvent être missionnées régulièrement pour réaliser des audits sur la maintenance des installations en service et proposer des upgrades pour faire bénéficier les utilisateurs des évolutions technologiques.

## Histoire
La société Fisia-Italimpianti actuelle a été créée officiellement le 1er janvier 1990 après que la société Ing. Castagnetti & C. S.p.A. appartenant à la filiale construction Fiat Impresit du groupe Fiat ait été renommée Fisia - Fiat Impresit Sistemi Ambientali S.p.A. spécialisée dans le secteur du traitement des eaux, l'épuration des eaux, le traitement des ordures ménagères et le dessalement de l'eau de mer.
La société Ing. Castagnetti & C. S.p.A. avait commencé son activité en 1922 avec la conception et la réalisation des premières usines de traitement des eaux usées, le traitement des fumées industrielles. Avec son incorporation dans le groupe Fiat-Gilardini, elle s'occupera aussi du traitement des rejets industriels solides.

## Le regroupement Fisia Italimpianti
La société Fisia Italimpianti ne peut ignorer l'histoire d'une des principales entreprises italiennes : Italimpianti, une société qui a appartenu jusqu'en 1995 au groupe public tentaculaire italien IRI puis Iritecna SpA et plus tard Fintecna, basée à Gênes, spécialiste dans l'ingénierie industrielle des secteurs du fer et de l'acier, fondée par Finsider en 1951 sous le nom Interessenze Siderurgiche SpA.
La société Italimpianti, mondialement connue et reconnue, a conçu, construit et upgradé les usines sidérurgiques et autres dans le monde entier. Parmi les sites historiques où Italimpianti est intervenue, on peut citer : Bagnoli, Tarente, Cornigliano, Terni, le  Mexique, le Brésil (Tubaron), l'Iran (Bandar Abbas d'abord et Mobarakeh-Isfahan ensuite), l'Union soviétique (Volžskiy - Volgograd), Bahreïn, le Danemark (le pont sur le Kattegat), les Émirats arabes unis (Dubaï et Abu Dhabi), l'Argentine - la centrale nucléaire d'Embalse, et bien d'autres.
Le 11 septembre 1995, le groupe Italimpianti dont le chiffre d'affaires dépassait les 450 milliards de £ires, est privatisé. La vente du groupe ne peut intéresser un unique acheteur, aucun n'ayant la taille suffisante pour le racheter. Le groupe est alors vendu par secteurs d'activité.
- Fiat Impresit (Fiat Group), rachète la branche Castalia, spécialisée dans le traitement des déchets de tout genre : eaux usées, déchets ménagers et industriels, traitement des rejets gazeux. Toutes ses productions étaient certifiées pour la protection de l'environnement.

- Mannesmann Demag AG rachète la filiale Innocenti Sant'Eustacchio SpA, société métallurgique italienne de grand renom, spécialisée dans la conception et la fabrication des laminoirs et des usines sidérurgiques à coulée continue et produisait plusieurs types d’équipements comme des presses haute capacité pour la sidérurgie.

Le groupe allemand a conservé une grande partie du bureau d'études, son savoir-faire et les droits des brevets avant de revendre le reste en 2002 au groupe italien Camozzi SpA.
- Techint Group, groupe sidérurgique italo-argentin rachète la branche d'Italimpianti qui conçoit et produit les systèmes de transport automatisés, les fours électriques industriels pour la sidérurgie et certaines industries lourdes.

Chacun des repreneurs a eu le droit d'utiliser la marque Italimpianti aux côtés de son nom commercial.
En 1996, Fisia - Fiat Impresit Sistemi Ambientali S.p.A. et Castalia Italimpianti fusionnent pour devenir Fisia-Italimpianti S.p.A.
Actuellement, la société appartient au groupe Salini Impregilo, le premier General Contractor italien dans le BTP, et intervient principalement en Arabie Saoudite, le Qatar, les Émirats arabes unis et le Koweït.